# I'm a Little Bit Country
I'm a Little Bit Country is aflevering 100 (#704) van de animatieserie South Park. In Amerika werd de aflevering voor het eerst uitgezonden op 9 april 2003. Centraal in de aflevering staan de oprichting van de Verenigde Staten van Amerika en de oorlog in Irak.

## Verhaal
De kinderen zitten allemaal in de klas wanneer Mr. Garrison meedeelt dat de kinderen die willen gaan protesteren tegen de oorlog in Irak buiten mogen, en dat de anderen wiskundeproblemen moeten oplossen. Hierop stormt iedereen naar buiten. Cartman, Kenny, Kyle en Stan staan net buiten wanneer een reporter hen begint te interviewen over de oorlog. Ze blijken weinig over de oorlog te weten en wanneer de reporter hun vraagt wat de Founding Fathers hiervan zouden denken weet geen van hen waarover deze het heeft. Mr. Garrison is kwaad over de onwetendheid van de klas en iedereen moet in groepjes van vier een uitmuntend verslag over het jaar 1776 en de Founding Fathers maken. Cartman kan zich niet concentreren en probeert een flashback te hebben naar 1776. Dit door onder andere een rots op zijn hoofd te laten vallen en zich te elektrocuteren. Bij de laatste poging lukt het.
Na een moord slaagt hij erin Thomas Jefferson ervan te overtuigen dat hij een koerier is zodat hij de Declaration of Independence tot bij de Founding Fathers mag brengen. Na de Declaration overhandigd te hebben aan de president (voorzitter) van het congres, John Hancock, voegt hij zich bij de raad.
De voor- en tegenstanders van de oorlog houden een optreden en moeten het podium delen.
De raad twist over of ze al dan niet een oorlog tegen Engeland moeten beginnen.
De dorpsbewoners beginnen elkaar uit te moorden.
De twist gaat door tot Benjamin Franklin binnenkomt. Hij stelt voor om beiden te doen, dus oorlog voeren en er tegelijkertijd tegen protesteren. Hierop stopt de twist en wordt Amerika gesticht. Cartman komt terug in de echte wereld.
Cartman legt de oplossing van Franklin uit aan de overlevenden van South Park. Iedereen begint te knuffelen boven op de lijken. De aflevering eindigt met het lied "I'm a little bit country", dat door beide partijen gezongen wordt.